# Gabrijel Peternelj
Gabrijel Peternelj, slovenski partizan, politični delavec in član organizacije TIGR, * 9. marec 1910, Cerkno, † 17. september 2001

## Življenje in delo
V rojstnem kraju je končal ljudsko šolo. Ker je bil nadarjen za glasbo je v Cerknem že s 14. letom igral v orkestru 12 glasbenikov flavto. Po prepovedi fašističnih oblasti vseh slovenskih kulturnih društev je leta 1928 ustanovil tajni pevski zbor in z njim ob raznih priložnostnih nastopal po vaseh. Ustanovil in vodil je še pevski zbor v zaselku Čelo pri Cerknem. Vojaški rok je služil v Rimu, kjer je igral v vojaški godbi. Že leta 1928 je začel delati v ilegalni organizaciji TIGR, od 1929 je sodeloval z Zorkom Jelinčičem. Na Cerkljanskem je organiziral svojo ilegalno mrežo sodelavcev, ki je zbirala podatke o fašizmu. Junija 194o je bil aretiran in konfiniran v Pisticci. 8. septembra 1943 se je vrnil v Cerkno. Tu je bil dodeljen komandi mesta Cerkno, 10. septembra 1943 je bil izvoljen za predsednika krajevnega odbora OF ter hkrati za člana okrajnega odbora OF, po združitvi okrožij pa je postal tajnik Okrožnega odbora Osvobodilne fronte slovenskega naroda za Severno primorsko regijo, novembra 1944 pa je bil dodeljen Prešernovi brigadi, najprej kot pomočnik, nato pa kot politični komisar v četi 1. bataljona. Po osvoboditvi je bil v JLA še do marca 1946, ko je bil demobiliziran. Vrnil se je v Cerkno, kjer je bil izvoljen za predsednika krajevnega narodnoosvobodilnega odbora. Leta 1949 je postal tajnik okrajnega narodnoosvobodilnega odbora za Idrijo. Naslednje leto pa je v okrajnem ljudskem odboru postal predsednik odbora za sadjarstvo pri zadružni zvezi Tolmin in predsednik upravnega odbora Kmetijske zadruge Cerkno. Večkrat je bil tudi predsednik Zveze združenj borcev za vrednote NOB Slovenije v Cerknem.